# Polyommatus sultani
Polyommatus sultani är en fjärilsart som beskrevs av Otto Staudinger 1901. Polyommatus sultani ingår i släktet Polyommatus och familjen juvelvingar. Inga underarter finns listade i Catalogue of Life.